# Al-Aqsa (Verein)
Der al-Aqsa e. V. ist eine internationale Organisation zur Unterstützung palästinensischer Waisenkinder, die im Israelisch-Palästinensischen Konflikt ihre Eltern verloren haben. Die Organisation wurde 1991 gegründet. Der Hauptsitz der al-Aqsa e. V. befand sich bis zu ihrem Verbot im Juli 2002 in Deutschland.
Finanziert werden Projekte in den Palästinensischen Autonomiegebieten wie z. B. Krankenhäuser und Lebensmittelverteilungen an die Bevölkerung. Darüber hinaus werden die Angehörigen von Getöteten finanziell unterstützt.
Am 29. Mai 2003 wurde die Organisation vom Außenministerium der Vereinigten Staaten als Terrororganisation eingestuft. Deshalb wurden alle Konten der „al-Aqsa e.V“ in den USA blockiert und jegliche Transaktionen mit der Organisation wurden illegal. In Deutschland wurde der Verein 2002 durch den Innenminister Otto Schily verboten, der dem Verein vorwarf, Gewalt und Terror im Nahen Osten zu fördern und palästinensische Hamas-Terroristen zu unterstützen. 2004 bestätigte das Bundesverwaltungsgericht das Verbot und erklärte, dass der Verein gegen den Gedanken der Völkerverständigung verstoße und Gewalt durch finanzielle Zuwendungen mittelbar unterstütze.
Weitere Staaten, darunter die Niederlande, Dänemark, Großbritannien, Luxemburg und die Schweiz haben ähnliche Maßnahmen ergriffen.
Die Europäische Union nennt die Organisation auf ihrer Liste der Terrororganisationen.

## Auftreten unter anderen Namen
- Aqssa Society
- al-Aqsa al-Khayriyya
- al-Aqsa Charitable Foundation
- al-Aqsa Charitable Foundation Sanabil
- al-Aqsa Charitable Organization
- Al-Aqsa International Foundation
- al-Aqsa Islamic Charitable Society
- al-Aqsa Sinabil Establishment
- Charitable al-Aqsa Establishment
- Charitable Society to Help the Noble al-Aqsa
- Islamic Charitable Society for al-Aqsa
- Mu'assa al-Aqsa al-Khayriyya
- Mu'assa Sanabil
- Nusrat al-Aqsa al-Sharif

Weitere Niederlassungen befinden sich in:
- Rotterdam, Niederlande,
- Kopenhagen, Dänemark,
- Brüssel, Belgien,
- Malmö, Schweden,
- Islamabad, Pakistan,
- Johannesburg, Südafrika,
- Sanaa, Jemen

und an weiteren Orten.